# Skansen Lejonet
O Fortim do Leão - em sueco Skansen Lejonet - é uma fortificação defensiva, no alto de um rochedo no bairro de Gullbergsvass, na periferia do centro histórico da cidade sueca de Gotemburgo.
Foi erigida no século XVII, e inaugurada duas semanas depois do Fortim da Coroa. 
Juntamente com o Fortim da Coroa e com o Forte de Nya Älvsborg, tinha a missão de defender a cidade contra os eventuais ataques dos dinamarqueses.